# 三元塔 (潮州)
三元塔，位于中国广东省潮州市潮安区江东，为潮州市潮安区文物保护单位，类型为古建筑，公布时间为1987年12月。
三元塔的历史年代为明万历三十三年。